# Дракулис, Спиридон
Спиридон Дракулис (греч.  Σπυρίδων Δρακούλης , 1795,  Итака — 19 июня 1821 ,  Дрэгэшани) — греческий актёр и революционер начала XIX века. 
Именовался «Тальма» греческого театра.
Погиб в сражении при Драгашани, «где погиб цвет греческого студенчества России, Австрии и Валахии»:А-428.

## Биография
Спиридон Дракулис родился около 1795 года на греческом острове Итака, бывшем тогда под венецианским контролем.
В молодом возрасте эмигрировал в российскую Одессу, где с самого начала основания этого практически нового города и при поощрении российских властей образовывалась греческая колония военных, моряков и предпринимателей.
Дракулис учился в греческой школе в Одессе, после чего работал секретарём в коммерческом предприятии одного из своих земляков
В 1814 году в Одессе было создано тайное греческое революционное общество «Филики Этерия», поставившее своей целью подготовку всегреческого восстания для освобождения Греции от турецкого ига.
75 греческих купцов Одессы стали членами этой тайной организации:111.
Дракулис также стал членом организации.
Театр был одной из сторон революционной подготовки этеристов, которые видели в театре идеологическое подспорье и косвенным образом влияли на его репертуар:219.
В феврале 1819 года, в Одессе, была поставлена пьеса этериста Г. Лассаниса «Эллада и чужестранец». На премьере присутствовал градоначальник Александр Ланжерон, который поздравил Лассаниса как драматурга и актёра. Пьеса вызвала энтузиазм, отмеченный венским греческим журналом «Учёный Гермес» :Α-271.
В этой постановке Дракулис сыграл одну из главных ролей:211.
В 1820, Греческий театр Одессы поставил две пьесы Вольтера : «Магомет или фанатизм» (Le fanatisme, ou Mahomet) и «Смерть Цезаря» (La mort de César). Эти представления, как свидетельствует Д. Спатис, «позволили итакийцу Спиридону Дракулису раскрыть своё актёрское искусство».

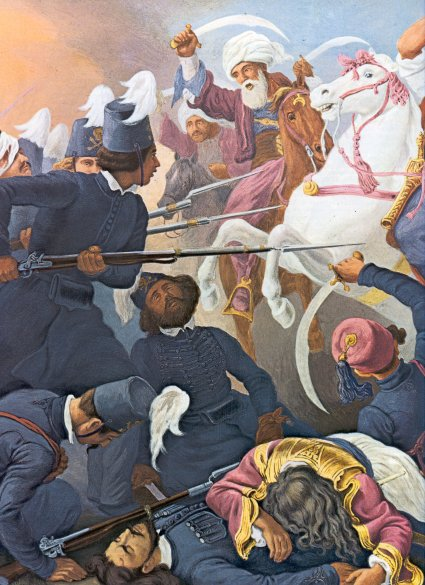
Гесс, Петер фон. Бой Священного отряда в Драгашанах

С началом Греческой революции на территории Дунайских княжеств, в феврале 1821 года, Дракулис одним из первых примкнул к повстанцам Александра Ипсиланти и вступил в «Священный отряд греческого студенчества».
Командиром «Священного отряда» был назначен Георгий Кантакузин, бывший полковник российской армии, которого Ипсиланти вскоре отстранил от командования. Сотниками «Священного отряда» стали Спиридон Дракулис, Димитриос Суцос из Константинополя, Лукас Валсамакис с острова Кефалиния, Андроникос из Пелопоннеса, фанариот Александрос Ризос (сын Я. Ризо-Неруло), Ризос из Янины и Иоаннис Крокиас с острова Хиос :173.
В сражении при Драгашани, где знаменосцем «Отряда» был первый греческий и румынский профессиональный актёр Константинос Аристиас :Α-271, по выражению греческого историка Д. Фотиадиса, «погиб цвет греческого студенчества России Валахии и Австрии».
Героической смертью погибли все сотники отряда, включая Спиридона Дракулиса.
В последнем приказе от 8 июня 1821 года, Ипсиланти, обращаясь к своей армии упоминает добрым словом только офицеров и рядовых «Священного отряда» и отмечает их самопожертвование:Α-428:

«Вы же тени настоящих эллинов и Священного отряда, павшие жертвами предательства но ради благополучия Отечества, примите через меня признание своих единородцев! В скором времени обелиск будет возведён, чтобы увековечить ваши имена…»

Согласно Н. Ласкарису, начало военных действий и смерть Спиридона Дракулиса прервали театральные постановки Греческого театра Одессы на протяжении всего 1821 года. В начале 1822 года боевые товарищи «этого мужественного актёра в театре и в бою», все кто выжили на полях сражений, организовали в Одессе, в память Дракулиса, постановку пьесы Филоктит Софокла, которую Николаос Пикколос переложил на современный ему разговорный греческий язык.

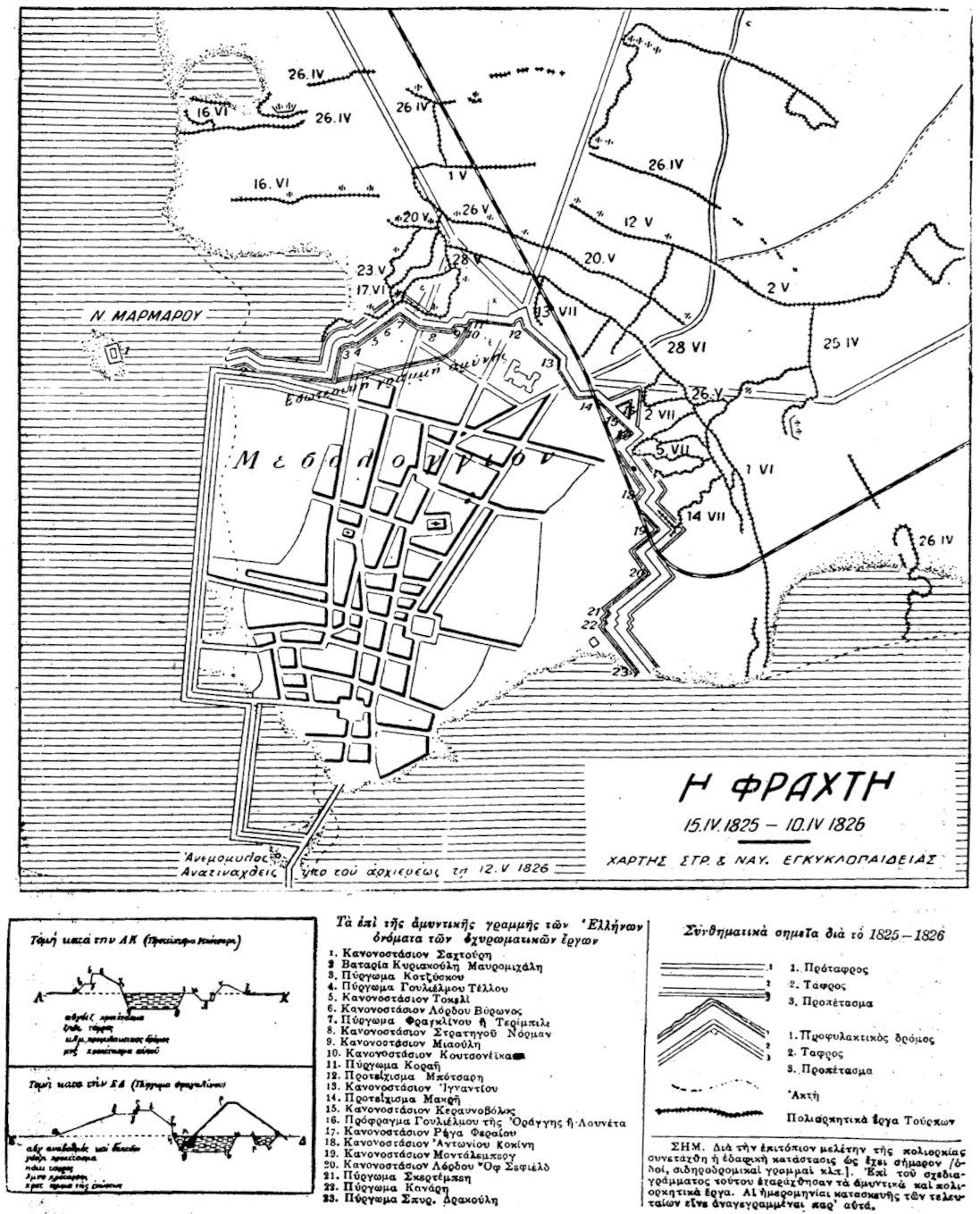
Фортификации Месолонгиона. Под номером 23 – башня Спиридона Дракулиса

В революционной Греции (1821-1829) имя Спиридона Дракулиса получило широкую известность.
Подтверждением этого является тот факт, что во время Третьей осады Месолонгиона (1825-1826), именем Спиридона Дракулиса, единственного из гетеристов принимавших участие в боях придунайского этапа революции, была названа одна из фортификаций города, построенных инженером Михаилом Коккинисом :Γ-152.
В сегодняшней Греции именем Спиридона Дракулиса названы улицы во многих городах страны.